# Antoniuskapelle (Bidermatten)

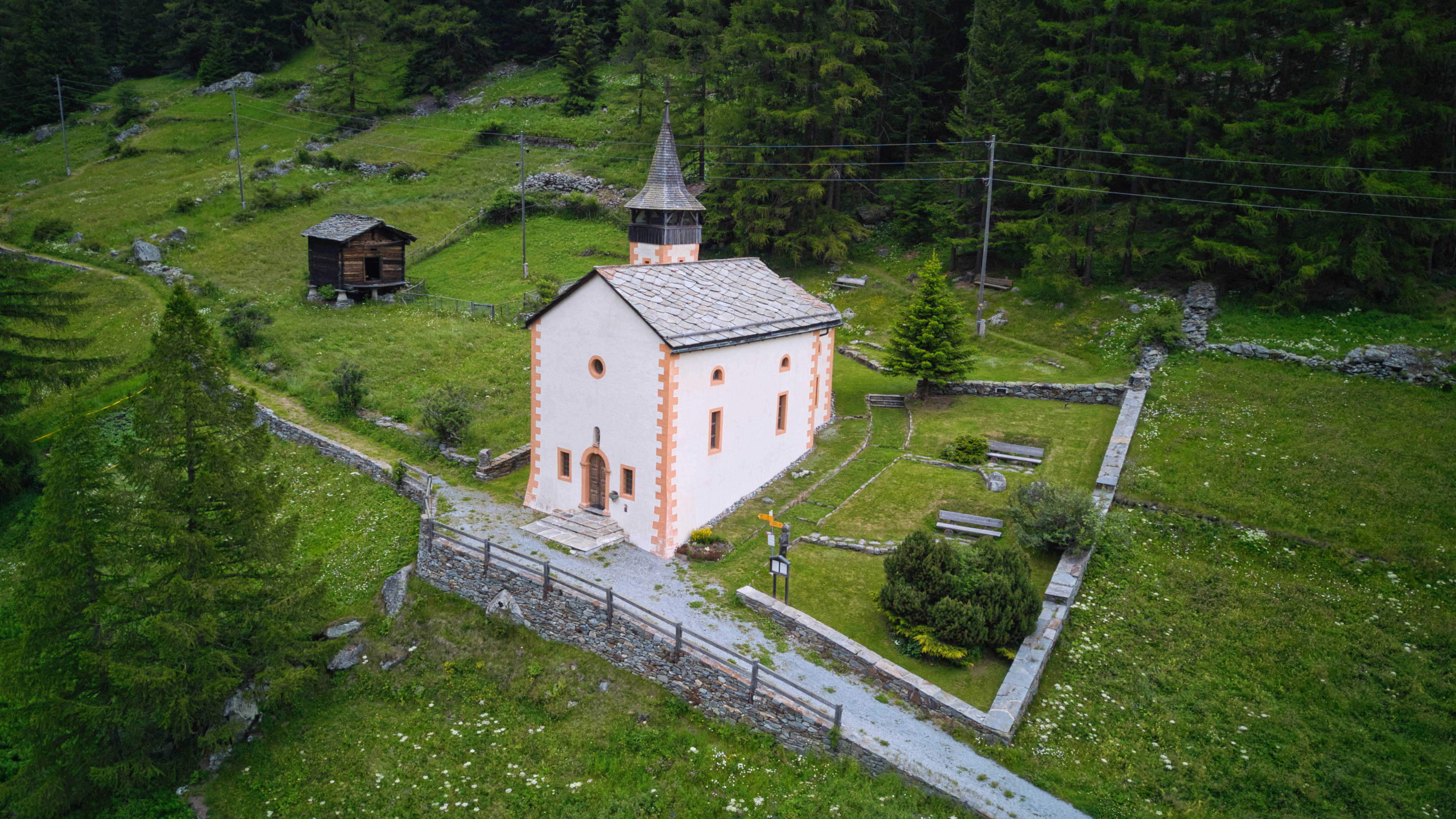
Antoniuskapelle

Die Antoniuskapelle ist eine 1692 erbaute Kapelle bei Bidermatten in der Gemeinde Saas-Balen, Kanton Wallis. Sie befindet sich am alten Talweg, auf der rechten Talseite.

## Geschichte
Die Saaser Chronik berichtet Folgendes:
1692 wurde auch die Kapelle des hl. Antonius von Padua zum langen Acker aufgeführt und nachher mit schönen Altären beschenkt. Dieses Gotteshaus ist das erste auf jetzigem Platze, denn das alte Gebetshäuslein steht noch nahe dabei. Grossmüthige Gutthäter dieses neuen Baues waren Antoni Anthamatten, nachmaliger Prundstifter, und seine Brüder nebst vielen Anderen.
Wer Wunder sucht und Zeichen will,
Bei St. Antoni find't er viel!
1982 bis 1984 wurde die Kapelle unter Aufsicht der kantonalen Denkmalpflege aussen und innen fachgerecht restauriert.
Das unterhalb der Kapelle stehende Gebetshäuslein ist das älteste noch im Saastal erhaltene Kapellchen aus dem Jahre 1619. 1990 bis 1991 wurde dieses einer Gesamtrenovation unterzogen.
Koordinaten: 46° 8′ 18,2″ N, 7° 55′ 52″ O; CH1903: 638056 / 109775